# 高橋神社
高橋神社（たかはしじんじゃ）は、奈良市八条にある神社。式内社で、旧社格は村社。

## 祭神
- 祭神は以下の2柱である。料理の始祖神とされており、共に高橋臣の氏神である。

磐鹿六雁命 （イワカムツカリノミコト）
栲幡千千姫命（タチハタチヂヒメノミコト）

## 歴史
高橋神社の由来は不明であるが、古代このあたりに高橋という地名があったことは確からしい。
崇神天皇の御代に疫病が流行し、多くの民が死んだ。天皇が嘆き悲しんでいると、夢枕に大物主神が現れ「この疫病は自分の心である。大田田根子をして我を祀れば祟りは消え、国は安らかになるだろう。」と告げた。そこで天皇は大田田根子を探し出し、神主として大物主神を祀った。すると、お告げどおり疫病は消え去り、国は平和になった。この祀りの時、大和国添上郡にあった高橋邑の活人という者を酒人にしつらえ、お神酒を捧げさせたという記述がある。
また、「日本書紀」景行天皇53年の条によると、「景行天皇、東国を巡狩し給い上総国に至り、海路、淡水水門を渡り給うとき、海中に白蛤を得給う。従い仕え給えし此の命、之れを膾に作りて献るに、天皇いたく其の美を賞し給うに膳臣を以てし給う。十世の後、更に高橋の朝臣を賜う」とある。この高橋朝臣(膳臣)の祖となった人物が磐鹿六雁命 （イワカムツカリノミコト）であり、子孫は天皇の供御を主宰する内膳司を世襲し、のちに料理(割烹)の神として祀られるようになった。この膳氏から高橋氏への改姓にはこの地名が関係していると考えられる。
旧地は現鎮座地の北約100ｍのところにあったが、永禄年間に松永久秀の兵火によって焼失したため現在地に遷座したとされている。その後、旧鎮座地から神鏡が三面出土し、これら神鏡は神宝として祀られている。

## 祭事

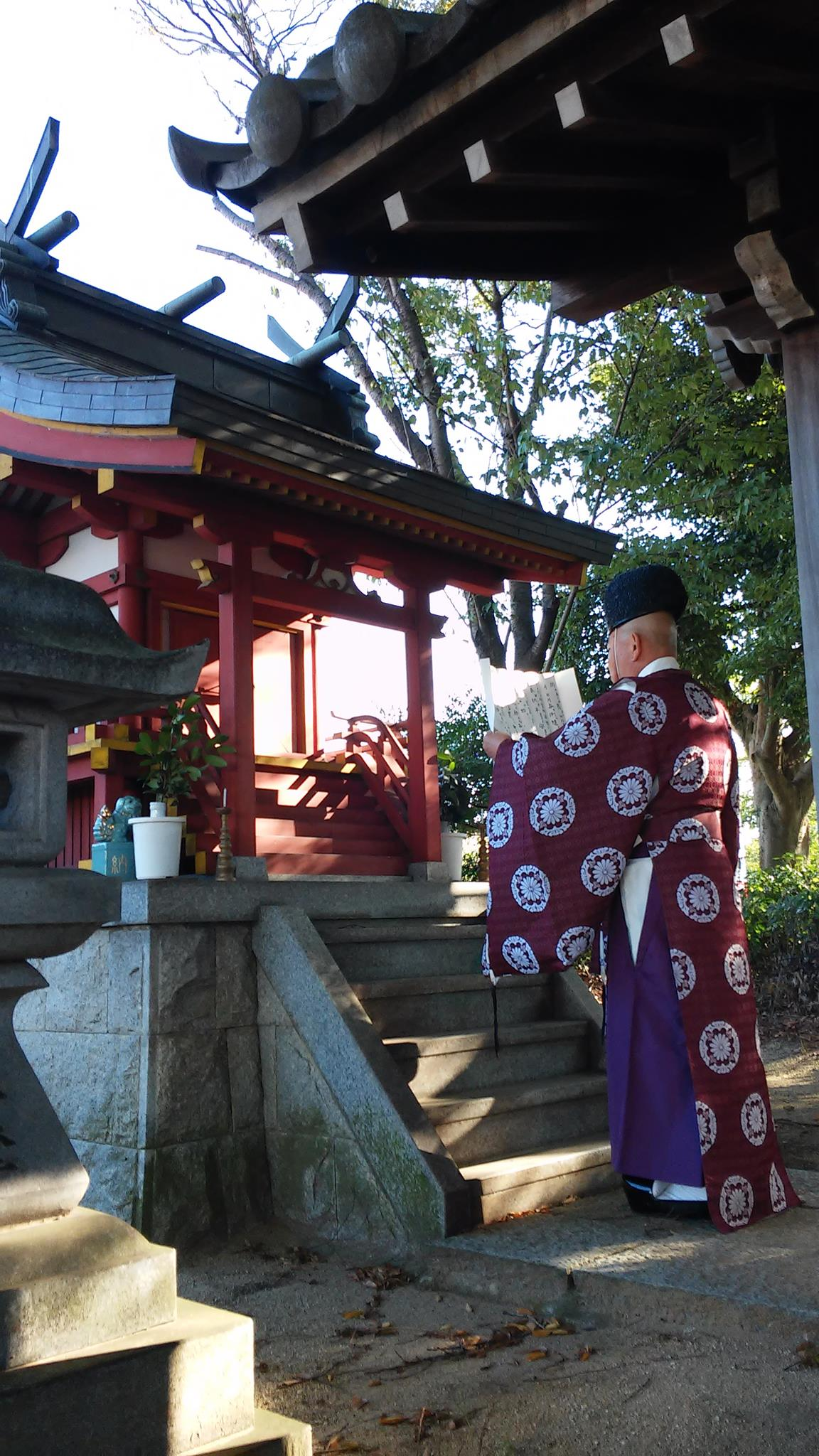
高橋神社　月次祭

### 庖刀式
全国の高橋姓の人物の発展と食の技術向上を願って、毎年5月に古式の包丁さばきである大草流包丁道を披露する「庖刀式」が行われる。「庖刀式」は古来より行われていたが廃絶していた。しかし、2015年より神事として復活して行われるようになった。

## 現地情報
所在地
- 奈良県奈良市八条5丁目338

交通アクセス
鉄道
- 最寄駅：近鉄奈良駅下車　奈良交通バス 恋の窪行き15分乗車 大安寺西二丁目下車（徒歩約3分）